# Everything (jeu vidéo)
Pour les articles homonymes, voir Everything.
Everything est un jeu vidéo de simulation créé par David OReilly, programmé par Damien Di Fede
et édité par Double Fine Productions. Il est sorti en 2017 sur Windows, Mac, Linux et PlayStation 4. Il est également sorti sur Nintendo Switch le 10 janvier 2019.

## Système de jeu

Séquence sous-marine

Everything est un jeu de simulation dans lequel le joueur explore un univers généré de manière procédurale. Il est projeté dans un animal choisi aléatoirement et qu'il peut déplacer. Il peut ensuite se projeter dans toute sorte d'autres objets de l'infiniment petit à l'infiniment grand.

Le jeu utilise des animations simples pour figurer un maximum d'objets

## Accueil

### Critique
- Canard PC : « Je ne peux m'empêcher de rapprocher Everything de Oiκοςpiel, Book I. [...] tous deux, finalement, ont une audace rare, qui leur vaudra des moqueries mais qui leur permet d'offrir des choses inattendues. » (Netsabes)[3]
- The Guardian : 5/5[4]
- The New York Times : « Everything is a stunning game about … everything » (Christopher Byrd)[5]

### Récompenses
Lors de l'Independent Games Festival 2017, le jeu est nommé pour le Prix Nuovo et dans la catégorie Excellence en Son.